# Крістофер Грінап
Крістофер Грінап (1750, округ Лудаун, штат Вірджинія — 27 квітня 1818, Франкфорт, штат Кентуккі) визначався не лише як визнаний юрист, але й як видатний політичний діяч від Демократично-республіканської партії в Сполучених Штатах. Протягом періоду з 1804 по 1808 рік він займав посаду губернатора Кентуккі.
Крістофер Грінап також відзначався тим, що представляв інтереси народу Кентуккі в Палаті представників Сполучених Штатів Америки. Його внесок у політику та законодавство відзначався високою кваліфікацією та допоміг у визначенні шляху розвитку регіону та країни в цілому.